# Turritigera reticulata
Turritigera reticulata är en mossdjursart som beskrevs av Cook och Hayward 1983. Turritigera reticulata ingår i släktet Turritigera och familjen Lekythoporidae. Inga underarter finns listade i Catalogue of Life.